# Nati il 28 febbraio
| Questa pagina contiene informazioni ricavate automaticamente dalle voci biografiche con l'ausilio del template Bio e di un bot. L'aggiornamento è periodico e automatico e ricostruisce completamente la pagina. Se manca una persona in questa lista, sei pregato di non aggiungerla, ma accertati piuttosto che la sua voce biografica contenga il template Bio e che i dati anagrafici siano correttamente compilati. Se il template Bio manca, inseriscilo tu stesso o, in alternativa, metti l'avviso {{tmp\|Bio}} che ne segnala la mancanza. Se i dati riportati sono sbagliati, correggi direttamente la voce biografica; le modifiche saranno visibili in questa lista entro pochi giorni. Per chiarimenti vedi il progetto biografie. La lista contiene solo le 1.240 persone che sono citate nell'enciclopedia e per le quali è stato implementato correttamente il template Bio. Pagina aggiornata al 17 ago 2025. |

## II secolo(1)
- 126 - Santa Melissa, religiosa italiana († 157)

## VIII secolo(1)
- 772 - Bai Juyi, poeta cinese († 846)

## XII secolo(1)
- 1155 - Enrico d'Inghilterra, re († 1183)

## XIII secolo(1)
- 1261 - Margherita di Scozia, nobile scozzese († 1283)

## XV secolo(2)
- 1451 - Liu Jin, funzionario cinese († 1510)
- 1462 - Giovanna la Beltraneja, regina († 1530)

## XVI secolo(9)
- 1518 - Francesco di Valois, duca francese († 1536)
- 1533 - Michel de Montaigne, filosofo, scrittore e politico francese († 1592)
- 1534 - Alberico I Cybo-Malaspina, sovrano italiano († 1623)
- 1552 - Joost Bürgi, astronomo e matematico svizzero († 1632)
- 1567 - Eleonora de' Medici, duchessa italiana († 1611)
- 1573 - Elias Holl, architetto tedesco († 1646)
- 1580 - Orazio Giustiniani, cardinale italiano († 1649)
- 1580 - Giovanni Srofenaur, trombettista italiano († 1634)
- 1593 - Heinrich Wilhelm von Starhemberg, nobile, diplomatico e militare austriaco († 1675)

## XVII secolo(14)
- 1606 - Giacomo Antonio Fancelli, scultore italiano († 1674)
- 1616 - Federico d'Assia-Darmstadt, cardinale e vescovo cattolico tedesco († 1682)
- 1616 - Kaspar Förster il Giovane, compositore e cantante lirico tedesco († 1673)
- 1619 - Giuseppe Felice Tosi, compositore e organista italiano († 1693)
- 1627 - Aubrey de Vere, XX conte di Oxford, nobile e militare inglese († 1703)
- 1662 - Carlo I Federico di Montmorency-Luxembourg, nobile e generale francese († 1726)
- 1674 - Christian Gyldenløve, generale danese († 1703)
- 1675 - Guillaume Delisle, cartografo e geografo francese († 1726)
- 1678 - Ludovico Rusconi Sassi, architetto italiano († 1736)
- 1683 - René-Antoine Ferchault de Réaumur, scienziato e fisico francese († 1757)
- 1690 - Aleksej Petrovič Romanov, nobile russo († 1718)
- 1695 - Lucio della Torre, nobile italiano († 1723)
- 1697 - Caio Domenico Gallo, storico e letterato italiano († 1780)
- 1698 - Sigismund III von Schrattenbach, arcivescovo cattolico austriaco († 1771)

## XVIII secolo(52)
- 1704 - Louis Godin, astronomo francese († 1760)
- 1704 - Hans Hermann von Katte, militare prussiano († 1730)
- 1707 - Johann Christian Senckenberg, naturalista e medico tedesco († 1772)
- 1708 - Jacopo Tartarotti, letterato e storico austriaco († 1737)
- 1712 - Louis-Joseph de Montcalm, generale francese († 1759)
- 1713 - Louis-Auguste-Augustin d'Affry, ufficiale francese († 1793)
- 1714 - Gioacchino Conti, cantante castrato italiano († 1761)
- 1717 - Alexander Colville, VII lord Colville di Culross, ammiraglio britannico († 1770)
- 1724 - George Townshend, I marchese Townshend, ufficiale inglese († 1807)
- 1725 - Carlo Thaon di Sant'Andrea, nobile e militare italiano († 1807)
- 1726 - Vasilij Jakovlevič Čičagov, ammiraglio e esploratore russo († 1809)
- 1727 - Giovanni Nani, vescovo cattolico italiano († 1804)
- 1728 - William Bagot, I barone Bagot, politico inglese († 1798)
- 1728 - Thomas Pelham, I conte di Chichester, politico inglese († 1805)
- 1728 - Eleonora Maria Teresa di Savoia, nobile italiana († 1781)
- 1734 - Ivan Afanas'evič Dmitrevsky, attore teatrale, traduttore e drammaturgo russo († 1821)
- 1734 - Dorothea Storm-Kreps, pittrice e illustratrice olandese († 1772)
- 1735 - Alexandre-Théophile Vandermonde, matematico francese († 1796)
- 1736 - François-Joseph de La Rochefoucauld, vescovo cattolico francese († 1792)
- 1742 - Giovan Battista Corniani, commediografo, saggista e critico letterario italiano († 1813)
- 1743 - René Just Haüy, mineralogista, cristallografo e religioso francese († 1822)
- 1743 - Carolina d'Orange-Nassau, principessa († 1787)
- 1744 - Sebastiano Ayala, presbitero, scrittore e politico italiano († 1817)
- 1747 - John Tyler, politico statunitense († 1813)
- 1748 - Giovanni Maironi da Ponte, scienziato e scrittore italiano († 1833)
- 1750 - Ignacy Potocki, filosofo polacco († 1809)
- 1752 - Carlo Sozzi, presbitero italiano († 1824)
- 1757 - Domenico Buttaoni, vescovo cattolico italiano († 1822)
- 1757 - Antonio Gabriele Severoli, cardinale e arcivescovo cattolico italiano († 1824)
- 1757 - Federica di Schlieben, nobile tedesca († 1827)
- 1759 - Pietro Caprano, cardinale italiano († 1834)
- 1759 - Alexander Tilloch, giornalista e inventore britannico († 1825)
- 1761 - Pierre Marie Auguste Broussonet, medico e naturalista francese († 1807)
- 1764 - Luisa Sanfelice, nobildonna italiana († 1800)
- 1766 - John Clark, politico e generale statunitense († 1832)
- 1776 - Carlo Alberto III di Hohenlohe-Waldenburg-Schillingsfürst, principe austriaco († 1843)
- 1777 - Mateja Nenadović, religioso serbo († 1854)
- 1779 - Francesco Aventi, letterato, librettista e musicista italiano († 1858)
- 1783 - Alexis Billiet, cardinale e politico italiano († 1873)
- 1784 - Isabella Colbran, cantante e compositrice spagnola († 1845)
- 1785 - Carlo Vidua, viaggiatore italiano († 1830)
- 1787 - Josef Ludwig von Armansperg, politico tedesco († 1853)
- 1791 - Cornelius Van Wyck Lawrence, politico statunitense († 1861)
- 1792 - Karl Friedrich Heusinger, patologo tedesco († 1883)
- 1794 - Michele Bes, generale italiano († 1853)
- 1797 - Mary Mason Lyon, educatrice statunitense († 1849)
- 1797 - Federico d'Orange-Nassau, nobile († 1881)
- 1799 - Maria Carmela Ascione, religiosa e mistica italiana († 1875)
- 1799 - Ignaz von Döllinger, presbitero, teologo e storico tedesco († 1890)
- 1799 - Alessandro Fasola, militare italiano († 1881)
- 1800 - Johann Heinrich Christian Schubart, filologo classico e bibliotecario tedesco († 1885)
- 1800 - Jean-Baptiste Vérany, zoologo francese († 1865)

## XIX secolo(187)
- 1802 - Ernst Christian Walz, filologo classico e grecista tedesco († 1857)
- 1804 - Sophie Allart, pittrice francese († 1870)
- 1804 - Teobaldo Cesari, abate italiano († 1879)
- 1805 - Massimiliano Bocchiardo di San Vitale, generale italiano († 1856)
- 1805 - Anton Fahne, storico e scrittore tedesco († 1883)
- 1808 - Elias Parish Alvars, arpista e compositore britannico († 1849)
- 1809 - Giuseppe Borselli, politico italiano († 1892)
- 1810 - Annibale Ranuzzi, geografo e patriota italiano († 1866)
- 1811 - Ferdinando Salvatore Dino, politico italiano († 1891)
- 1812 - Berthold Auerbach, poeta e scrittore tedesco († 1882)
- 1812 - Idelphonse Favé, militare e scrittore francese († 1894)
- 1813 - Ignazio De Genova di Pettinengo, politico e generale italiano († 1896)
- 1813 - Pomare IV, regina († 1877)
- 1814 - Alessandro Antongini, patriota italiano († 1889)
- 1814 - William Henry Giles Kingston, scrittore britannico († 1880)
- 1815 - Vincenzo Capecelatro, compositore italiano († 1874)
- 1815 - Andreas Gottschalk, rivoluzionario e medico tedesco († 1849)
- 1815 - Adolfo di Bérenger, agronomo italiano († 1895)
- 1819 - Ryszard Wincenty Berwiński, poeta e scrittore polacco († 1879)
- 1820 - Alceste De Lollis, educatore e letterato italiano († 1887)
- 1820 - Elisha Kane, esploratore statunitense († 1857)
- 1820 - John Tenniel, pittore e illustratore britannico († 1914)
- 1823 - Federico Francesco II di Meclemburgo-Schwerin, nobile († 1883)
- 1823 - Ernest Renan, filosofo, filologo e storico delle religioni francese († 1892)
- 1824 - Antonio Allievi, politico, giornalista e prefetto italiano († 1896)
- 1824 - Charles Blondin, circense francese († 1897)
- 1824 - Karl-Maria Kertbeny, scrittore, traduttore e bibliografo ungherese († 1882)
- 1825 - Aleksej Sergeevič Uvarov, archeologo russo († 1884)
- 1825 - Jean-Baptiste Arban, trombettista e compositore francese († 1889)
- 1825 - Berthold Carl Seemann, botanico tedesco († 1871)
- 1825 - Albin von Vetsera, diplomatico e nobile ungherese († 1887)
- 1828 - Theodore Charles Hilgard, medico, micologo e botanico tedesco († 1873)
- 1828 - Antonio Rotta, pittore italiano († 1903)
- 1829 - Carlo Mancini, pittore italiano († 1910)
- 1830 - Luigi Matteo Fischetti, compositore e pianista italiano († 1887)
- 1830 - Maria Isabel de Alcântara, nobildonna brasiliana († 1896)
- 1830 - Robert Kingscote, ufficiale e politico inglese († 1908)
- 1831 - Alfonso Arborio Gattinara di Breme, politico italiano († 1903)
- 1831 - Maurice Dumarest, ufficiale, collezionista d'arte e mecenate francese († 1913)
- 1831 - Augusto Righi, politico italiano († 1902)
- 1831 - Edward James Stone, astronomo britannico († 1897)
- 1832 - François-Barthélemy-Marius Abel, pittore francese († 1870)
- 1833 - Alfred von Schlieffen, generale tedesco († 1913)
- 1834 - Carlo Lombardi, militare italiano († 1865)
- 1834 - Charles Santley, baritono inglese († 1922)
- 1835 - Tommaso Corsini, nobile e politico italiano († 1919)
- 1836 - Giulio Tasca, patriota e filantropo italiano († 1902)
- 1838 - Maurice Lévy, ingegnere francese († 1910)
- 1838 - Nicola Napolitano, brigante italiano († 1863)
- 1839 - Remigio Bartalini, politico e avvocato italiano († 1918)
- 1840 - Ignazio Cerio, medico, archeologo e naturalista italiano († 1921)
- 1840 - Carl Menger, economista austriaco († 1921)
- 1840 - Remigio Piva, patriota e politico italiano († 1919)
- 1841 - Albert de Mun, militare e politico francese († 1914)
- 1843 - Guardino Colleoni, imprenditore e politico italiano († 1918)
- 1843 - Đorđe Simić, politico e diplomatico serbo († 1921)
- 1844 - Luigi Belli, scultore italiano († 1919)
- 1846 - Džambul Džabaev, poeta sovietico († 1945)
- 1846 - Giovanni Marinelli, geografo e politico italiano († 1900)
- 1847 - Salomon Eberhard Henschen, neurologo svedese († 1930)
- 1847 - Román Ongpin, imprenditore filippino († 1912)
- 1849 - Gaetano Calvi, avvocato, giornalista e politico italiano († 1915)
- 1849 - Joseph von Mering, medico tedesco († 1908)
- 1849 - Julius Perathoner, politico austriaco († 1926)
- 1852 - Johann Bittner, architetto austriaco († 1905)
- 1852 - Anton Maria Schwartz, presbitero austriaco († 1929)
- 1854 - Cesare Ciani, pittore italiano († 1925)
- 1854 - Francesco Giarda, pianista, compositore e docente italiano († 1907)
- 1854 - Elisabetta Sibilla di Sassonia-Weimar-Eisenach, principessa tedesca († 1908)
- 1855 - Clemente Origo, pittore, scultore e illustratore italiano († 1921)
- 1856 - Marie Brema, mezzosoprano britannica († 1925)
- 1856 - Richard Mühlfeld, clarinettista tedesco († 1907)
- 1857 - Alfred Loisy, biblista e storico francese († 1940)
- 1857 - Alessandro Mazzolini, esperantista italiano († 1934)
- 1858 - Ferdinand Gottschalk, attore britannico († 1944)
- 1859 - Florian Cajori, matematico e storico della scienza svizzero († 1930)
- 1860 - Mario Ancona, baritono italiano († 1931)
- 1860 - Kaarlo Castrén, politico e banchiere finlandese († 1938)
- 1860 - Elliott Bulloch Roosevelt, politico statunitense († 1894)
- 1860 - Basil Spalding de Garmendia, tennista statunitense († 1932)
- 1862 - Albert Joseph Pénot, pittore francese († 1930)
- 1863 - Alexis-Henri-Marie Lépicier, cardinale e arcivescovo cattolico francese († 1936)
- 1863 - Gheorghe Marinescu, neurologo rumeno († 1938)
- 1864 - Futabatei Shimei, scrittore, traduttore e critico letterario giapponese († 1909)
- 1865 - Wilfred Grenfell, medico e missionario inglese († 1940)
- 1865 - Stefano Ignudi, critico letterario e religioso italiano († 1945)
- 1865 - Arthur Symons, poeta e critico letterario britannico († 1945)
- 1865 - Tsunejirō Tomita, judoka giapponese († 1937)
- 1866 - Luigi Cigersa, militare italiano († 1916)
- 1866 - Vjačeslav Ivanovič Ivanov, poeta, drammaturgo e critico letterario russo († 1949)
- 1867 - William Degouve de Nuncques, pittore belga († 1935)
- 1867 - Mayme Kelso, attrice statunitense († 1946)
- 1867 - Aleksandăr Protogerov, generale, politico e rivoluzionario bulgaro († 1928)
- 1867 - Percy Sykes, generale, diplomatico e scrittore britannico († 1945)
- 1868 - Augusto Avancini, politico italiano († 1939)
- 1869 - Hans Kundt, generale tedesco († 1939)
- 1870 - Pilade Gay, tipografo, giornalista e politico italiano († 1914)
- 1872 - Louis Besson, fisico e meteorologo francese († 1944)
- 1872 - Mehdi Frashëri, politico albanese († 1963)
- 1873 - John Allsebrook Simon, politico britannico († 1954)
- 1873 - William McMaster Murdoch, marinaio britannico († 1912)
- 1875 - Tommaso David, marinaio e militare italiano († 1959)
- 1875 - Viliam Figuš-Bystrý, compositore, pianista e direttore d'orchestra slovacco († 1937)
- 1875 - Maurice Renard, scrittore francese († 1939)
- 1875 - Abd-el-Kader Salza, storico della letteratura e filologo italiano († 1919)
- 1875 - Benno Singer, impresario teatrale e imprenditore ungherese († 1934)
- 1876 - Lily Branscombe, attrice neozelandese († 1970)
- 1876 - John Alden Carpenter, compositore statunitense († 1951)
- 1876 - Federico Negrotto Cambiaso, militare e politico italiano († 1967)
- 1877 - Sergej Ėduardovič Bortkevič, compositore e pianista russo († 1952)
- 1877 - Henri Breuil, archeologo, antropologo e geologo francese († 1961)
- 1877 - Charles S. Howard, imprenditore statunitense († 1950)
- 1877 - Albino Jara, militare paraguaiano († 1912)
- 1877 - Enrico Sacchetti, pittore, illustratore e scrittore italiano († 1967)
- 1878 - Harry Elkes, pistard statunitense († 1903)
- 1878 - Pierre Fatou, matematico francese († 1929)
- 1878 - Artur Kapp, compositore estone († 1952)
- 1878 - Edoardo Nicolardi, poeta, paroliere e giornalista italiano († 1954)
- 1879 - Maria Fassnauer, circense italiana († 1917)
- 1880 - Hale Hamilton, attore statunitense († 1976)
- 1880 - Giovanni Quaini, presbitero e antifascista italiano († 1951)
- 1880 - Martiros Sergeevič Sar'jan, pittore sovietico († 1972)
- 1880 - Earle Williams, attore statunitense († 1927)
- 1881 - Gino Custer De Nobili, poeta italiano († 1969)
- 1881 - Fernand Sanz, pistard e pugile francese († 1925)
- 1882 - Marie Jacobus Johannes Exler, scrittore e attivista olandese († 1939)
- 1882 - Geraldine Farrar, soprano e attrice statunitense († 1967)
- 1882 - Giovanni Gavarone, armatore e dirigente sportivo italiano
- 1882 - Teodoro Mariani, canottiere italiano († 1916)
- 1882 - Pádraic Ó Conaire, scrittore irlandese († 1928)
- 1882 - José Vasconcelos, scrittore, filosofo e politico messicano († 1959)
- 1883 - Gheorghe Argeșanu, politico e generale rumeno († 1940)
- 1883 - Guido Maria Mazzocco, vescovo cattolico italiano († 1968)
- 1884 - Ants Piip, politico, avvocato e diplomatico estone († 1942)
- 1884 - Jože Srebrnic, politico e antifascista sloveno († 1944)
- 1885 - José Luis Gutiérrez Solana, pittore e scrittore spagnolo († 1945)
- 1886 - Victor Boin, pallanuotista, nuotatore e schermidore belga († 1974)
- 1886 - Gaetano Lama, compositore italiano († 1950)
- 1886 - Max Vasmer, glottologo e slavista tedesco († 1962)
- 1887 - Ettore Apollonj, bibliotecario italiano († 1978)
- 1887 - Carlo Durando, ciclista su strada italiano († 1969)
- 1888 - Anders Knutsson Ångström, fisico svedese († 1981)
- 1888 - Guglielmo Quadrotta, giornalista, scrittore e editore italiano († 1975)
- 1889 - Johnny Condon, pugile britannico († 1919)
- 1889 - Suzanne Le Bret, attrice francese († 1928)
- 1889 - Edmondo Mazzuoli, militare italiano († 1915)
- 1889 - Giuseppe Olivieri, ciclista su strada e pistard italiano († 1973)
- 1889 - Aurelio Padovani, militare, sindacalista e politico italiano († 1926)
- 1889 - John Todd Zimmer, ornitologo statunitense († 1957)
- 1890 - Carlo Baragiola, politico e imprenditore italiano († 1959)
- 1890 - Joe Malone, hockeista su ghiaccio canadese († 1969)
- 1891 - Julie Wohryzek, boema († 1944)
- 1892 - Heihachirō Fukuda, artista giapponese († 1974)
- 1892 - Roman Odzierzyński, politico polacco († 1975)
- 1892 - Vittorio Parisi, cantante italiano († 1955)
- 1893 - Paolo Denza, pianista, compositore e insegnante italiano († 1955)
- 1893 - Pierre Gastiger, calciatore francese († 1943)
- 1893 - Vsevolod Illarionovič Pudovkin, regista sovietico († 1953)
- 1893 - Sidney Smith, attore e regista statunitense († 1928)
- 1894 - Aïcha Goblet, modella, attrice teatrale e danzatrice francese († 1972)
- 1894 - Ben Hecht, sceneggiatore statunitense († 1964)
- 1894 - Ettore Rossi, architetto e dirigente sportivo italiano († 1968)
- 1894 - Joseph May Swing, generale statunitense († 1984)
- 1895 - Ismay Andrews, insegnante, attrice e ballerina statunitense
- 1895 - Moisej Zelikovič Levin, regista cinematografico sovietico († 1946)
- 1895 - Louise Lovely, attrice australiana († 1980)
- 1895 - Marcel Pagnol, scrittore, drammaturgo e regista cinematografico francese († 1974)
- 1895 - Giovanni Terrile, calciatore e allenatore di calcio italiano
- 1896 - Philip Showalter Hench, medico statunitense († 1965)
- 1896 - Enrico Mastrobuono, magistrato e storico italiano († 1990)
- 1896 - August Nogara, ciclista su strada italiano († 1984)
- 1897 - Johnny Bryan, giocatore di football americano statunitense († 1976)
- 1897 - Rašel' Markovna Mil'man-Krimer, regista cinematografico sovietico († 1945)
- 1898 - Fausto Beretta, militare e musicista italiano († 1936)
- 1898 - Hugh O'Flaherty, presbitero irlandese († 1963)
- 1898 - Molly Picon, attrice statunitense († 1992)
- 1898 - Zeki Rıza Sporel, calciatore turco († 1969)
- 1898 - Umberto Rouselle, ammiraglio italiano († 1969)
- 1898 - Zeid bin Hussein, principe iracheno († 1970)
- 1899 - Alceo Ercolani, politico e militare italiano († 1968)
- 1899 - Margo Lion, cantante, cabarettista e attrice francese († 1989)
- 1899 - Paolo Melodia, militare italiano († 1983)
- 1899 - Franco Michelini Tocci, militare italiano († 1918)
- 1900 - Antonio Da Sacco, calciatore italiano († 1984)
- 1900 - Rafael González Iglesias, imprenditore e avvocato spagnolo († 1951)
- 1900 - Edna Manley, scultrice e politica giamaicana († 1987)
- 1900 - Francis Wilfred de Guingand, generale britannico († 1979)

## XX secolo(939)
- 1901 - Paul de Lavallaz, calciatore svizzero († 1994)
- 1901 - Sylvia Field, attrice statunitense († 1998)
- 1901 - Martin Lintzel, storico tedesco († 1955)
- 1901 - Linus Pauling, chimico, cristallografo e attivista statunitense († 1994)
- 1902 - Frank Couzens, politico statunitense († 1950)
- 1902 - Basil Embry, generale e aviatore inglese († 1977)
- 1902 - Francis Festing, generale britannico († 1976)
- 1902 - June Mansfield, danzatrice statunitense († 1979)
- 1902 - Vasilij Vasil'evič Vachrušev, politico sovietico († 1947)
- 1903 - Giuseppe Martinoli, vescovo cattolico svizzero († 1994)
- 1903 - Vincente Minnelli, regista statunitense († 1986)
- 1903 - Tullio Rossi, architetto italiano († 1995)
- 1904 - Alfred Bohrmann, astronomo tedesco († 2000)
- 1904 - Anthony Havelock-Allan, produttore cinematografico e sceneggiatore britannico († 2003)
- 1905 - Angela Gotelli, politica e partigiana italiana († 1996)
- 1905 - Lucia Valerio, tennista italiana († 1996)
- 1906 - Aldo Bertini, filosofo e critico d'arte italiano († 1977)
- 1906 - Paul Groesse, scenografo ungherese († 1987)
- 1906 - Josef Molzer, allenatore di calcio e calciatore austriaco († 1987)
- 1906 - Pietro Pressinotti, politico italiano († 1967)
- 1906 - Bugsy Siegel, mafioso statunitense († 1947)
- 1907 - Domenico Agusta, imprenditore italiano († 1971)
- 1907 - Francesco Ansaldi, politico, medico e partigiano italiano († 1957)
- 1907 - Milton Caniff, fumettista statunitense († 1988)
- 1907 - Bertil Linde, hockeista su ghiaccio svedese († 1990)
- 1908 - Edvīns Bietags, lottatore lettone († 1983)
- 1908 - Billie Bird, attrice statunitense († 2002)
- 1908 - Dee Brown, bibliotecario, storico e scrittore statunitense († 2002)
- 1908 - Angelo Ferrario, velocista e allenatore di atletica leggera italiano († 1997)
- 1908 - Alexander Golitzen, scenografo statunitense († 2005)
- 1908 - Chuck Hyatt, cestista statunitense († 1978)
- 1908 - Francesco Russo, presbitero e storico italiano († 1991)
- 1908 - Albert Scherrer, pilota automobilistico svizzero († 1986)
- 1909 - Loris Bulgarelli, aviatore e militare italiano († 1940)
- 1909 - Ketti Frings, scrittrice e sceneggiatrice statunitense († 1981)
- 1909 - Teiichi Matsumaru, calciatore giapponese († 1997)
- 1909 - Frank Righeimer, schermidore statunitense († 1998)
- 1909 - John D. Skilton, storico dell'arte e militare statunitense († 1992)
- 1909 - Olan Soule, attore e doppiatore statunitense († 1994)
- 1909 - Stephen Spender, poeta e saggista inglese († 1995)
- 1909 - Maria Trabucchi, filantropa italiana († 2005)
- 1909 - Jock West, pilota motociclistico britannico († 2004)
- 1910 - Coventry Brown, calciatore inglese († 2000)
- 1910 - Felix E. Feist, regista statunitense († 1965)
- 1910 - Duncan Gregg, canottiere statunitense († 1989)
- 1910 - George Jefferson, astista statunitense († 1996)
- 1910 - Antonio Pinghelli, giornalista, scrittore e poeta italiano († 1999)
- 1910 - Nicolas Rossolimo, scacchista statunitense († 1975)
- 1911 - Herman Van Breda, filosofo belga († 1974)
- 1911 - Denis Parsons Burkitt, patologo e chirurgo britannico († 1993)
- 1911 - Otakar Vávra, regista, sceneggiatore e insegnante ceco († 2011)
- 1912 - Bertil di Svezia, principe svedese († 1997)
- 1912 - Gérard Blitz, imprenditore e pallanuotista belga († 1990)
- 1912 - Clara Petacci, italiana († 1945)
- 1913 - Tarcisio Longoni, politico italiano († 1990)
- 1913 - Tan Mo Heng, calciatore indonesiano
- 1914 - Élie Bayol, pilota automobilistico francese († 1995)
- 1914 - Diana Dei, attrice italiana († 1999)
- 1914 - Antonio Pecoraro, politico italiano († 1999)
- 1914 - Karl Zuegg, imprenditore italiano († 2005)
- 1915 - Amelio Lami, calciatore italiano († 1977)
- 1915 - Karl Leisner, presbitero tedesco († 1945)
- 1915 - Peter Medawar, biologo e zoologo britannico († 1987)
- 1915 - Zero Mostel, attore e cabarettista statunitense († 1977)
- 1915 - John Profumo, politico britannico († 2006)
- 1915 - George Sime, hockeista su prato britannico († 1990)
- 1916 - Antonio Amendola, politico italiano († 1953)
- 1916 - Svend Asmussen, violinista e cantante danese († 2017)
- 1916 - Arthur Ceuleers, calciatore belga († 1998)
- 1916 - Raffaele De Grada, critico d'arte, storico dell'arte e politico italiano († 2010)
- 1917 - Odette Laure, attrice francese († 2004)
- 1917 - Vittorio Martuscelli, magistrato e politico italiano († 2003)
- 1918 - Alfred Burke, attore britannico († 2011)
- 1918 - John Karlin, psicologo sudafricano († 2013)
- 1918 - Petar Manola, calciatore e allenatore di calcio jugoslavo († 2004)
- 1919 - Emilio de Roja, presbitero e partigiano italiano († 1992)
- 1919 - Ladislav Mňačko, scrittore, poeta e drammaturgo slovacco († 1994)
- 1920 - Mario Gariboldi, generale italiano († 2004)
- 1920 - Hubert Giraud, paroliere e compositore francese († 2016)
- 1920 - Alf Kjellin, regista e attore svedese († 1988)
- 1920 - Nino Milano, attore italiano († 1989)
- 1920 - Anna Smoleńska, partigiana polacca († 1943)
- 1920 - Ladislav Vychodil, scenografo slovacco († 2005)
- 1921 - Battista Andreoni, calciatore italiano
- 1921 - Marcel Chevalier, boia francese († 2008)
- 1921 - Pierre Clostermann, aviatore francese († 2006)
- 1921 - Renato Lucchi, allenatore di calcio e calciatore italiano († 2000)
- 1921 - Maria Vingiani, politica, scrittrice e attivista italiana († 2020)
- 1921 - Saul Zaentz, produttore cinematografico e produttore discografico statunitense († 2014)
- 1922 - Valerio Cassani, calciatore italiano († 1995)
- 1922 - Mario Cattarini, cestista e calciatore italiano († 1978)
- 1922 - Emanuele Cocchella, politico e antifascista italiano († 2013)
- 1922 - Radu Câmpeanu, politico rumeno († 2016)
- 1922 - Jurij Michajlovič Lotman, storico della letteratura russo († 1993)
- 1922 - Syd Owen, calciatore e allenatore di calcio britannico († 1999)
- 1922 - Albert Ruimschotel, pallanuotista olandese († 1987)
- 1922 - Emilio Scanavino, pittore e scultore italiano († 1986)
- 1923 - Silla Bettini, attore italiano († 2003)
- 1923 - Liberato Bronzuto, politico italiano († 2008)
- 1923 - Jean Carson, attrice statunitense († 2005)
- 1923 - Charles Durning, attore statunitense († 2012)
- 1923 - Valentina Kopylova, cestista sovietica († 1997)
- 1923 - Angelo Landi, politico italiano († 2020)
- 1923 - Gyo Obata, architetto statunitense († 2022)
- 1923 - Rudolf Pellar, attore, cantante e traduttore cecoslovacco († 2010)
- 1923 - José Quaglio, attore e regista italiano († 2007)
- 1924 - Bettye Ackerman, attrice statunitense († 2006)
- 1924 - Aldo Giordani, cestista, allenatore di pallacanestro e giornalista italiano († 1992)
- 1924 - Christopher Kraft, ingegnere statunitense († 2019)
- 1924 - Herwig Schopper, fisico tedesco
- 1925 - Vincenzo Ferro, attore e doppiatore italiano († 2024)
- 1925 - Louis Nirenberg, matematico canadese († 2020)
- 1925 - Josef Röhrig, calciatore tedesco († 2014)
- 1926 - Svetlana Allilueva, scrittrice sovietica († 2011)
- 1926 - Nancy Beaton Loudon, ginecologa britannica († 2009)
- 1926 - Attilio Foti, giornalista e scrittore italiano († 2010)
- 1926 - Massimo Giustetti, vescovo cattolico italiano († 2012)
- 1927 - Krishan Kant, politico indiano († 2002)
- 1927 - François Laborde, presbitero e missionario francese († 2020)
- 1927 - Mario Mena, calciatore boliviano († 2013)
- 1927 - Giuseppe Maria Pisani, scultore italiano († 2016)
- 1928 - Tom Aldredge, attore statunitense († 2011)
- 1928 - Stanley Baker, attore britannico († 1976)
- 1928 - Renato Borruso, magistrato italiano († 2014)
- 1928 - Amparo Dávila, scrittrice e poetessa messicana († 2020)
- 1928 - Alan M. Kriegsman, critico teatrale statunitense († 2012)
- 1928 - Pietro Fortunato Muraro, generale italiano († 2006)
- 1928 - Walter Tevis, scrittore statunitense († 1984)
- 1929 - Rhadi Ben Abdesselam, maratoneta e mezzofondista marocchino († 2000)
- 1929 - Elio Binda, ex calciatore italiano
- 1929 - Alfredo Bonazzi, poeta italiano († 2015)
- 1929 - Frank Gehry, architetto canadese
- 1929 - Michele Marchio, politico e avvocato italiano († 1990)
- 1929 - Viktor Petrovič Nikonov, politico sovietico († 1993)
- 1930 - Leon Cooper, fisico statunitense († 2024)
- 1930 - Osman El-Sayed, lottatore egiziano († 2013)
- 1930 - Oswald Georg Hirmer, vescovo cattolico e missionario tedesco († 2011)
- 1930 - Pierre Jansen, compositore francese († 2015)
- 1930 - Yngve Karlsen, calciatore norvegese († 2010)
- 1930 - Luigi Rosiello, linguista italiano († 1993)
- 1931 - Pietro Armani, politico italiano († 2009)
- 1931 - Gavin MacLeod, attore e predicatore statunitense († 2021)
- 1931 - Stephan Rauschert, botanico tedesco († 1986)
- 1931 - Dean Smith, cestista e allenatore di pallacanestro statunitense († 2015)
- 1931 - Pete Stange, ex pallanuotista statunitense
- 1931 - Szeto Wah, politico e insegnante hongkonghese († 2011)
- 1932 - Noel Cantwell, calciatore e allenatore di calcio irlandese († 2005)
- 1932 - Rocky Dijon, percussionista ghanese († 1993)
- 1932 - Don Francks, attore, cantante e musicista canadese († 2016)
- 1932 - Donald Rafael Garrett, polistrumentista statunitense († 1989)
- 1932 - Enzo Guarini, cantautore, attore e conduttore televisivo italiano († 1991)
- 1932 - Gianfranco Rastrelli, sindacalista e politico italiano († 2018)
- 1932 - Djoko Rosic, attore serbo († 2014)
- 1932 - Luís Vinício, allenatore di calcio e ex calciatore brasiliano
- 1932 - Vivi-Anne Wassdahl, sciatrice alpina svedese († 2023)
- 1933 - Oliviero Conti, calciatore italiano († 1973)
- 1933 - Anna Maria Franchini, cestista italiana († 2016)
- 1933 - Sidney J. Furie, regista, sceneggiatore e produttore cinematografico canadese
- 1933 - Robert Grondelaers, ciclista su strada belga († 1989)
- 1933 - Rein Taagepera, politologo e politico estone
- 1933 - Charles Vinci, sollevatore statunitense († 2018)
- 1933 - Aloysius Ferdinandus Zichem, vescovo cattolico surinamese († 2013)
- 1933 - Juchym Zvjahil's'kyj, politico ucraino († 2021)
- 1934 - Willie Bobo, percussionista statunitense († 1983)
- 1934 - Luigi Bodi, calciatore e allenatore di calcio italiano († 2024)
- 1934 - Sylvia Geszty, soprano ungherese († 2018)
- 1934 - Maurice Godelier, antropologo francese
- 1934 - Giorgio Gomelsky, imprenditore, produttore discografico e compositore georgiano († 2016)
- 1934 - Johann Karall, politico, cestista e allenatore di pallacanestro austriaco († 2008)
- 1934 - Ronnie Moran, calciatore e allenatore di calcio inglese († 2017)
- 1934 - Guillermo Sepúlveda, calciatore messicano († 2021)
- 1935 - Raúl Vasquez Arellano, calciatore messicano († 1997)
- 1935 - Giovanni Divella, politico italiano († 2018)
- 1935 - Gianfelice Schiavone, calciatore italiano († 2019)
- 1935 - Gianfranco Spadaccia, politico e giornalista italiano († 2022)
- 1936 - George Mihaljevic, calciatore e allenatore di calcio jugoslavo († 2023)
- 1936 - Mario Nunzella, generale italiano
- 1936 - Co Rentmeester, fotografo olandese
- 1936 - James Weatherall, ammiraglio inglese († 2018)
- 1937 - Paolo Bonacelli, attore italiano
- 1937 - Dick Cherry, dirigente sportivo e hockeista su ghiaccio canadese († 2025)
- 1937 - Silvio Craia, artista e pittore italiano
- 1937 - Jeff Farrell, ex nuotatore statunitense
- 1937 - Michael Hobbs, generale britannico
- 1937 - Sirio Luginbühl, regista italiano († 2014)
- 1937 - Anna Mazza, mafiosa italiana († 2017)
- 1937 - Cocky Mazzetti, cantante italiana († 2024)
- 1938 - John Bulmer, fotografo inglese
- 1938 - Antonio De Gregorio, politico italiano († 2015)
- 1938 - Werner Rodolfo Greuter, botanico svizzero
- 1938 - Wilhelm Huberts, calciatore e allenatore di calcio austriaco († 2022)
- 1938 - Patti Kim, cantante sudcoreana
- 1938 - Martin Olav Sabo, politico statunitense († 2016)
- 1938 - Terry Spinks, pugile britannico († 2012)
- 1938 - Nanni Svampa, cantante, scrittore e attore italiano († 2017)
- 1938 - Max Williams, ex cestista, allenatore di pallacanestro e dirigente sportivo statunitense
- 1939 - Chögyam Trungpa, filosofo tibetano († 1987)
- 1939 - John Fahey, chitarrista e compositore statunitense († 2001)
- 1939 - Charles Gayle, musicista, polistrumentista e docente statunitense († 2023)
- 1939 - Liesel Jakobi, ex lunghista tedesca
- 1939 - Michel Lafranceschina, calciatore e allenatore di calcio francese († 2024)
- 1939 - The Missing Link, wrestler canadese († 2007)
- 1939 - Marina Piazza, sociologa e saggista italiana
- 1939 - Piero Scesa, calciatore italiano († 2022)
- 1939 - Trịnh Công Sơn, compositore e cantante vietnamita († 2001)
- 1939 - Daniel Tsui, fisico cinese
- 1939 - Tommy Tune, attore, ballerino e cantante statunitense
- 1940 - Agnès Acker, astrofisica francese
- 1940 - Aldo Andretti, pilota automobilistico italiano († 2020)
- 1940 - Mario Andretti, ex pilota automobilistico italiano
- 1940 - Makoto Fukui, nuotatore giapponese († 1992)
- 1940 - Gloria Paul, attrice, cantante e ballerina britannica
- 1940 - Vanna Scotti, cantante italiana
- 1940 - Joe South, cantautore e chitarrista statunitense († 2012)
- 1941 - Wolfgang Blochwitz, calciatore tedesco orientale († 2005)
- 1941 - Francesco Brusco, politico italiano
- 1941 - Leonard Riggio, imprenditore, filantropo e allevatore statunitense († 2024)
- 1941 - Suzanne Mubarak, first lady egiziana
- 1942 - Martin Aigner, matematico austriaco († 2023)
- 1942 - Ántero Flores-Aráoz, politico e avvocato peruviano
- 1942 - Brian Jones, polistrumentista britannico († 1969)
- 1942 - Bruno Melissano, pugile italiano († 1987)
- 1942 - Bernd Röder, ex cestista e allenatore di pallacanestro tedesco
- 1942 - Oliviero Toscani, fotografo italiano († 2025)
- 1942 - Dino Zoff, ex calciatore, allenatore di calcio e dirigente sportivo italiano
- 1943 - Barbara Acklin, cantante statunitense († 1998)
- 1943 - Charles Bernstein, compositore statunitense
- 1943 - Hans Dijkstal, politico olandese († 2010)
- 1943 - Pietro Fuda, politico italiano
- 1943 - Alan F. Horn, imprenditore statunitense
- 1943 - Tommy Kron, cestista statunitense († 2007)
- 1943 - António Livramento, hockeista su pista e allenatore di hockey su pista portoghese († 1999)
- 1943 - Claudio Mattone, compositore, paroliere e editore italiano
- 1943 - Octavio Ocampo, artista messicano
- 1943 - Poul Popiel, ex hockeista su ghiaccio statunitense
- 1943 - Richard Romanus, attore e scrittore statunitense († 2023)
- 1944 - Kelly Bishop, attrice e ballerina statunitense
- 1944 - Agnes Dhu, ex cestista australiana
- 1944 - Jean Gabilou, cantante francese
- 1944 - Leonid Ivanov, cestista sovietico († 2010)
- 1944 - Sepp Maier, ex calciatore e allenatore di calcio tedesco
- 1944 - Wojciech Marczewski, regista e sceneggiatore polacco
- 1944 - Pietro Milio, avvocato e politico italiano († 2010)
- 1944 - Colin Nutley, regista inglese
- 1944 - Giancarlo Savoia, ex calciatore italiano
- 1944 - Storm Thorgerson, fotografo e designer britannico († 2013)
- 1945 - Aleksej Ekimov, chimico e fisico russo
- 1945 - Mimsy Farmer, attrice, pittrice e scultrice statunitense
- 1945 - Wilf Gibson, violinista britannico († 2014)
- 1945 - Evgenij Ginzburg, regista sovietico († 2012)
- 1945 - John Pitts, giocatore di football americano statunitense († 2025)
- 1945 - Bubba Smith, attore e giocatore di football americano statunitense († 2011)
- 1946 - Sergio Canciani, giornalista italiano († 2022)
- 1946 - Don Ciccone, bassista, chitarrista e musicista statunitense († 2016)
- 1946 - Robin Cook, politico britannico († 2005)
- 1946 - Valerij Fokin, regista teatrale russo
- 1946 - Hiroshi Ochiai, ex calciatore e preparatore atletico giapponese
- 1946 - Michael Oppenheimer, chimico, astrofisico e climatologo statunitense
- 1946 - Eleutherios Poupakīs, ex calciatore greco
- 1946 - Tomaso Sherman, regista e sceneggiatore italiano
- 1947 - An'Neris, cantante italiana
- 1947 - Mansour Barzegar, ex lottatore iraniano
- 1947 - Stephanie Beacham, attrice inglese
- 1947 - Salvador Cabezas, ex calciatore salvadoregno
- 1947 - Michel Dätwyler, ex sciatore alpino svizzero
- 1947 - Leena Krohn, scrittrice finlandese
- 1947 - Leung Ting, artista marziale cinese
- 1947 - Włodzimierz Lubański, ex calciatore polacco
- 1947 - Pasquale Russo, mafioso italiano
- 1947 - Aron Schmidhuber, ex arbitro di calcio tedesco
- 1947 - Alan Taylor, bassista e produttore discografico inglese († 2011)
- 1947 - Togiola Tulafono, politico samoano americano
- 1948 - Steven Chu, fisico e politico statunitense
- 1948 - Olimpia Di Nardo, attrice e cantante italiana († 2003)
- 1948 - Mike Figgis, regista, sceneggiatore e compositore britannico
- 1948 - Kjell Isaksson, ex astista svedese
- 1948 - Renzo Martinelli, regista e sceneggiatore italiano
- 1948 - Antimo Palano, fisico italiano
- 1948 - Bernadette Peters, attrice, cantante e scrittrice statunitense
- 1948 - Mercedes Ruehl, attrice statunitense
- 1948 - Alfred Sant, politico e scrittore maltese
- 1949 - Bruno Bara, psichiatra e psicoterapeuta italiano († 2023)
- 1949 - Ilene Graff, attrice statunitense
- 1949 - Pavel Hutka, ex tennista cecoslovacco
- 1949 - Jenny Lamy, ex velocista australiana
- 1949 - Jozef Plachý, ex mezzofondista cecoslovacco
- 1949 - Stefano Tinti, geofisico italiano
- 1950 - Carlos Castillo Mattasoglio, cardinale e arcivescovo cattolico peruviano
- 1950 - Fred de Graaf, politico olandese
- 1950 - Valentina Kovpan, arciera sovietica († 2006)
- 1950 - Kaiulani Lee, attrice statunitense
- 1950 - Aldo Morelli, politico italiano
- 1950 - Tom Riker, ex cestista statunitense
- 1950 - Andrés Roldán, ex calciatore cubano
- 1950 - Antonello Salis, fisarmonicista, pianista e compositore italiano
- 1950 - Imanol Uribe, regista e sceneggiatore salvadoregno
- 1951 - Comandante Alfa, ex militare e saggista italiano
- 1951 - Gianmario Gabetti, imprenditore e dirigente sportivo italiano
- 1951 - Gustav Thöni, ex sciatore alpino e allenatore di sci alpino italiano
- 1951 - Roseanna Vitro, cantante e insegnante statunitense
- 1952 - Mauro Agostini, politico e dirigente d'azienda italiano
- 1952 - Michel Bury, ex tiratore a segno francese
- 1952 - William Finn, compositore, paroliere e librettista statunitense († 2025)
- 1952 - Sylvia Hatchell, allenatrice di pallacanestro statunitense
- 1952 - Elman Huseynov, militare, ingegnere e funzionario azero († 1993)
- 1952 - Cristina Raines, attrice e modella statunitense
- 1952 - Harry Thumann, tastierista, produttore discografico e compositore tedesco († 2001)
- 1953 - Ticky Burden, cestista statunitense († 2015)
- 1953 - Levir Culpi, allenatore di calcio e ex calciatore brasiliano
- 1953 - Roberto Di Caro, giornalista italiano
- 1953 - Torbjørn Glomnes, allenatore di calcio e ex calciatore norvegese
- 1953 - Sunny Gouder, ex calciatore maltese
- 1953 - José Higueras, allenatore di tennis e ex tennista spagnolo
- 1953 - Ingo Hoffmann, pilota automobilistico brasiliano
- 1953 - Paul Krugman, economista statunitense
- 1953 - Dianne Lake, scrittrice statunitense
- 1953 - Mariano Riva, ex calciatore italiano
- 1953 - Irina di Romania, principessa rumena
- 1953 - Ricky Steamboat, ex wrestler statunitense
- 1953 - Giovanni Francesco Ugolini, politico sammarinese
- 1953 - Osmo Vänskä, clarinettista, direttore d'orchestra e compositore finlandese
- 1954 - Brian Billick, allenatore di football americano statunitense
- 1954 - Lubor Blažek, allenatore di pallacanestro ceco
- 1954 - Jean Bourgain, matematico belga († 2018)
- 1954 - Giorgio Comaschi, giornalista, conduttore televisivo e attore italiano
- 1954 - Silvio Giobellina, bobbista svizzero
- 1954 - Branko Ivanković, allenatore di calcio e ex calciatore jugoslavo
- 1954 - Arnie Mausser, ex calciatore statunitense
- 1955 - Jimmy Calderwood, calciatore e allenatore di calcio scozzese († 2025)
- 1955 - Adrian Dantley, ex cestista e allenatore di pallacanestro statunitense
- 1955 - Gilbert Gottfried, comico, attore e doppiatore statunitense († 2022)
- 1955 - Viviano Guida, allenatore di calcio e ex calciatore italiano
- 1955 - Rupert Keegan, pilota automobilistico britannico († 2024)
- 1955 - Carmen Lasorella, giornalista, conduttrice televisiva e autrice televisiva italiana
- 1955 - Olav Nysæter, ex calciatore norvegese
- 1955 - Urs Odermatt, sceneggiatore e regista svizzero
- 1955 - Gudrun Wegner, nuotatrice tedesca († 2005)
- 1956 - Salvatore Biondo, mafioso italiano
- 1956 - Celso Gavião, ex calciatore brasiliano
- 1956 - Tessa Hadley, scrittrice britannica
- 1956 - Roger Hegi, allenatore di calcio e ex calciatore svizzero
- 1956 - Francis Hughes, attivista e rivoluzionario irlandese († 1981)
- 1956 - Domenico Innominato, direttore di coro e compositore italiano
- 1956 - Nikita Koškin, chitarrista e compositore russo
- 1956 - Valerij Losev, allenatore di pallavolo e ex pallavolista sovietico
- 1956 - Guy Maddin, sceneggiatore e regista canadese
- 1956 - Thomas Remengesau Jr., politico palauano
- 1956 - Baudouin Ribakare, allenatore di calcio burundese
- 1956 - Lloyd Sherr, attore e doppiatore statunitense
- 1956 - Åke Skyttevall, ex cestista svedese
- 1957 - Brent Barrett, attore e tenore statunitense
- 1957 - Dagmar Pošvářová, ex cestista cecoslovacca
- 1957 - Giuseppe Cavo Dragone, ammiraglio italiano
- 1957 - Jan Ceulemans, ex calciatore e allenatore di calcio belga
- 1957 - Ainsley Harriott, cuoco e personaggio televisivo britannico
- 1957 - Ana Montes, funzionaria statunitense
- 1957 - Ania Pieroni, attrice italiana
- 1957 - José Ronaldo Ribeiro, vescovo cattolico brasiliano
- 1957 - Micky Stead, ex calciatore inglese
- 1957 - John Turturro, attore, regista e sceneggiatore statunitense
- 1957 - Cindy Wilson, cantante statunitense
- 1958 - Eduardo Blanco, attore argentino
- 1958 - Philippe Christory, vescovo cattolico francese
- 1958 - Dean Crawford, canottiere canadese († 2023)
- 1958 - Antonio Crusco, ex calciatore italiano
- 1958 - Andre Hines, ex giocatore di football americano statunitense
- 1958 - Jiří Kotrba, allenatore di calcio e ex calciatore ceco
- 1958 - Christina Lathan, ex velocista tedesca
- 1958 - Evgenij Lipeev, ex pentatleta sovietico
- 1958 - Jeanne Mas, cantautrice e attrice francese
- 1958 - Mark Pavelich, hockeista su ghiaccio statunitense († 2021)
- 1958 - Lilija Sandulesa, cantante ucraina
- 1958 - Marina Wilke, ex canottiera tedesca
- 1958 - Natal'ja Ėstemirova, giornalista e attivista russa († 2009)
- 1959 - Gabriella Carlucci, conduttrice televisiva e politica italiana
- 1959 - Gary Dillon, ex hockeista su ghiaccio canadese
- 1959 - James Hydrick, personaggio televisivo, sensitivo e truffatore statunitense
- 1959 - Konstantyn Lerner, scacchista ucraino († 2011)
- 1959 - Marcia Mitzman Gaven, attrice e cantante statunitense
- 1959 - Michel Peiry, serial killer svizzero
- 1959 - Mario Porto, ex cestista e dirigente sportivo italiano
- 1959 - Fernando Zalamea, matematico, filosofo e divulgatore scientifico colombiano
- 1960 - Mikael Ericsson, ex pilota di rally svedese
- 1960 - Salvatore Ferrigno, politico italiano
- 1960 - Radovan Filipović, ex giocatore di calcio a 5 jugoslavo
- 1960 - Rudi Lagemann, regista, attore e produttore cinematografico brasiliano
- 1960 - David Lowe, ex nuotatore britannico
- 1960 - Barry McGuigan, ex pugile irlandese
- 1960 - Tōru Ōkawa, attore e doppiatore giapponese
- 1960 - Danilo Ronzani, ex calciatore italiano
- 1960 - Bettina Spier, attrice e doppiatrice tedesca († 2008)
- 1960 - Dorothy Stratten, modella e attrice canadese († 1980)
- 1960 - Konstantin Volkov, ex astista sovietico
- 1961 - Larysa Berežna, lunghista sovietica
- 1961 - Rae Dawn Chong, attrice canadese
- 1961 - Wayne Clarke, allenatore di calcio e ex calciatore inglese
- 1961 - Giorgio De Trizio, allenatore di calcio e ex calciatore italiano
- 1961 - Donna Deegan, politica statunitense
- 1961 - Mark Ferguson, attore e conduttore televisivo australiano
- 1961 - Giancarlo Giovalli, regista televisivo italiano
- 1961 - Maurizio Scelli, avvocato e politico italiano
- 1961 - Claudio Sclosa, dirigente sportivo, procuratore sportivo e ex calciatore italiano
- 1961 - János Váradi, ex pugile ungherese
- 1961 - Lutz Wadehn, ex cestista tedesco
- 1961 - Richard Waugh, attore e doppiatore canadese
- 1962 - Jaime Baeza, ex calciatore cileno
- 1962 - Angela Bailey, velocista canadese († 2021)
- 1962 - Alessandro Gilioli, giornalista italiano
- 1962 - Pietro Gussalli Beretta, imprenditore italiano
- 1962 - Caroline Henderson, cantante svedese
- 1962 - Carlos Hoyos, allenatore di calcio e ex calciatore colombiano
- 1962 - Kitarō Kōsaka, regista e animatore giapponese
- 1962 - Antonello Riva, ex cestista e dirigente sportivo italiano
- 1962 - Steve Tsujiura, allenatore di hockey su ghiaccio e ex hockeista su ghiaccio canadese
- 1962 - Ken Whisenhunt, ex giocatore di football americano e allenatore di football americano statunitense
- 1963 - Cristina Alverà, giocatrice di curling italiana
- 1963 - Cristina Alziati, poetessa e traduttrice italiana
- 1963 - Mark Brown, politico cookese
- 1963 - Claudio Chiappucci, ex ciclista su strada e ciclocrossista italiano
- 1963 - Gustavo Costas, allenatore di calcio e ex calciatore argentino
- 1963 - Tim Goss, ingegnere britannico
- 1963 - Kang Ae-shim, attrice sudcoreana
- 1963 - Nicola Leone, informatico italiano
- 1963 - Joey Marella, statunitense († 1994)
- 1963 - Pepe Mel, allenatore di calcio e ex calciatore spagnolo
- 1963 - Joël Pommerat, commediografo e regista teatrale francese
- 1964 - Džamolidin Abdužaparov, ex ciclista su strada uzbeko
- 1964 - Ángeles Araújo, ex cestista spagnola
- 1964 - Nigel Dakin, diplomatico britannico
- 1964 - Pierre Hantaï, clavicembalista francese
- 1964 - Klaus Kinigadner, pilota motociclistico austriaco
- 1964 - Lotta Lotass, scrittrice svedese
- 1964 - Marco Martin, ex cestista italiano
- 1964 - Maddalena Mazzocut-Mis, filosofa e drammaturga italiana
- 1964 - Francis Tournefier, sollevatore francese
- 1964 - Gustavo Oscar Zanchetta, vescovo cattolico argentino
- 1964 - Fernando del Valle, tenore statunitense
- 1965 - Sebastián Cruzado, ex calciatore spagnolo
- 1965 - Slobodan Drapić, allenatore di calcio e ex calciatore serbo
- 1965 - Duane Ferrell, ex cestista statunitense
- 1965 - Philippe Gaillot, ex calciatore francese
- 1965 - Franco Marchegiani, ex calciatore italiano
- 1965 - Colum McCann, scrittore irlandese
- 1965 - Alessandro Milita, magistrato italiano
- 1965 - Krzysztof Józef Nykiel, vescovo cattolico polacco
- 1965 - Saša Peršon, ex calciatore croato
- 1965 - Norman Smiley, ex wrestler britannico
- 1965 - Monika Wagner, giocatrice di curling tedesca
- 1966 - Vincent Askew, ex cestista e allenatore di pallacanestro statunitense
- 1966 - Cristina Carmilla, ex cestista italiana
- 1966 - Fabio Massimo Colasanti, chitarrista, produttore discografico e compositore italiano
- 1966 - Paulo Futre, dirigente sportivo e ex calciatore portoghese
- 1966 - Paul Groves, allenatore di calcio e ex calciatore inglese
- 1966 - Roar Hansen, allenatore di calcio svedese
- 1966 - Iván Jaén, ex cestista panamense
- 1966 - Roman Kosecki, ex calciatore polacco
- 1966 - Néstor Lorenzo, allenatore di calcio e ex calciatore argentino
- 1966 - Philip Reeve, scrittore e illustratore britannico
- 1966 - Robert Rowland, politico britannico († 2021)
- 1966 - Edward Shearmur, compositore britannico
- 1966 - Ickey Woods, ex giocatore di football americano statunitense
- 1967 - Charles Rahi Chun, attore statunitense
- 1967 - Colin Cooper, allenatore di calcio e ex calciatore inglese
- 1967 - Antone Davis, ex giocatore di football americano statunitense
- 1967 - Gălăb Donev, politico bulgaro
- 1967 - Todd Haley, allenatore di football americano statunitense
- 1967 - Tim Hatley, costumista e scenografo britannico
- 1967 - Luca Jurman, cantante, musicista e arrangiatore italiano
- 1967 - Dragoș Neagu, ex canottiere rumeno
- 1967 - Stanley Richard, ex giocatore di football americano statunitense
- 1967 - Terry Rymer, pilota motociclistico britannico
- 1967 - Carlos Slim Domit, imprenditore e filantropo messicano
- 1967 - Nadir Şükürov, ex calciatore azero
- 1968 - Jorge Enrique Abello, attore e regista colombiano
- 1968 - Éric Le Chanony, ex bobbista francese
- 1968 - Ramón Otoniel Olivas, allenatore di calcio nicaraguense
- 1968 - Karen Robinson, attrice canadese
- 1968 - Gregor Stähli, ex skeletonista svizzero
- 1968 - Eric Van Meir, allenatore di calcio e ex calciatore belga
- 1969 - Greta Bonetti, doppiatrice italiana
- 1969 - Sean Farrell, ex calciatore inglese
- 1969 - Elisa Fiorillo, cantante statunitense
- 1969 - Eva Glawischnig-Piesczek, politica austriaca
- 1969 - Han Jinming, ex calciatore cinese
- 1969 - Robert Sean Leonard, attore statunitense
- 1969 - Poppy Miller, attrice britannica
- 1969 - Pat Monahan, cantante, attore e compositore statunitense
- 1969 - Fabio Nebuloni, ex pentatleta italiano
- 1969 - U. Srinivas, mandolinista e compositore indiano († 2014)
- 1970 - Daniel Brochu, attore e doppiatore canadese
- 1970 - Piermassimiliano Dotto, rugbista a 15 italiano († 2012)
- 1970 - Daniel Handler, scrittore e sceneggiatore statunitense
- 1970 - Vladimir Isakov, tiratore a segno russo
- 1970 - Dirk Maassen, compositore e pianista tedesco
- 1970 - Tangi Miller, attrice, modella e ballerina statunitense
- 1970 - Noureddine Morceli, ex mezzofondista algerino
- 1970 - Siaosi Sovaleni, politico tongano
- 1970 - Claudine Toleafoa, ex tennista neozelandese
- 1971 - Gertrud Bacher, ex multiplista italiana
- 1971 - Maxine Bahns, attrice statunitense
- 1971 - Maria Blom, drammaturga, sceneggiatrice e regista svedese
- 1971 - David Chachalejšvili, judoka sovietico († 2021)
- 1971 - Chicane, disc-jockey e produttore discografico inglese
- 1971 - José Miguel Gil, tuffatore spagnolo
- 1971 - Nigel Godrich, produttore discografico e polistrumentista inglese
- 1971 - Claude Grunitzky, giornalista e imprenditore togolese
- 1971 - Kye Sun-hui, ex judoka nordcoreana
- 1971 - Davide Mezzanotti, allenatore di calcio e ex calciatore italiano
- 1971 - Eshkol Nevo, scrittore israeliano
- 1971 - Nadjim Ouali, ex cestista algerino
- 1971 - Tasha Smith, attrice statunitense
- 1971 - Sean Sogliano, dirigente sportivo e ex calciatore italiano
- 1972 - Adrian Autry, ex cestista, allenatore di pallacanestro e dirigente sportivo statunitense
- 1972 - Jan Boven, dirigente sportivo e ex ciclista su strada olandese
- 1972 - Ion Chicu, politico moldavo
- 1972 - Fabio Ciciliano, medico, dirigente pubblico e poliziotto italiano
- 1972 - Rory Cochrane, attore statunitense
- 1972 - Stefania Covello, politica italiana
- 1972 - Letizia Muratori, scrittrice e giornalista italiana
- 1972 - Jo Tessem, ex calciatore norvegese
- 1972 - Michela Voltan, ex cestista italiana
- 1973 - Dmitrij Vadimovič Alekseev, calciatore russo († 2025)
- 1973 - Alexandre da Silva Mariano, ex calciatore brasiliano
- 1973 - Angela Aycock, ex cestista statunitense
- 1973 - Maria Luigia Borsi, soprano italiano
- 1973 - Philippe Brunel, allenatore di calcio e ex calciatore francese
- 1973 - Rodger Corser, attore australiano
- 1973 - Eivind Eriksen, ex calciatore norvegese
- 1973 - Simone Hankin, pallanuotista australiana
- 1973 - Nekeshia Henderson, ex cestista statunitense
- 1973 - Henka Johansson, batterista svedese
- 1973 - Raúl Lara, ex calciatore messicano
- 1973 - Eric Lindros, ex hockeista su ghiaccio canadese
- 1973 - Nicolas Minassian, pilota automobilistico francese
- 1973 - Christophe Oriol, ex ciclista su strada francese
- 1973 - Natallja Safronnikava, ex velocista e triplista bielorussa
- 1973 - Masato Tanaka, wrestler giapponese
- 1973 - Xavi Valero, allenatore di calcio e ex calciatore spagnolo
- 1973 - Valentina Vicario, attrice italiana
- 1974 - Amanda Abbington, attrice britannica
- 1974 - Aristos Aristokleous, ex calciatore cipriota
- 1974 - Lee Carsley, allenatore di calcio e ex calciatore irlandese
- 1974 - Gianluca Cherubini, allenatore di calcio e ex calciatore italiano
- 1974 - Georgia Ellinaki, pallanuotista greca
- 1974 - Edoardo Gorini, allenatore di calcio e ex calciatore italiano
- 1974 - Tom Kitt, compositore e direttore d'orchestra statunitense
- 1974 - Janne Lahtela, ex sciatore freestyle finlandese
- 1974 - Ambrose Makau, ex maratoneta keniota
- 1974 - Michael Manasseri, attore, produttore cinematografico e regista statunitense
- 1974 - Aleksey Polyakov, allenatore di calcio e ex calciatore uzbeko
- 1974 - Yi Jing-Qian, ex tennista cinese
- 1974 - Alexander Zickler, allenatore di calcio e ex calciatore tedesco
- 1975 - Charles Amoah, ex calciatore ghanese
- 1975 - Savo Đikanović, ex cestista montenegrino
- 1975 - Christian Manna, pilota motociclistico italiano
- 1975 - Enrico Miletto, storico italiano
- 1975 - Elijah Tana, ex calciatore zambiano
- 1975 - Branch Warren, culturista statunitense
- 1976 - Geri Çipi, dirigente sportivo e ex calciatore albanese
- 1976 - Federica Daga, politica italiana
- 1976 - Dente, cantautore italiano
- 1976 - Francisco Elson, ex cestista olandese
- 1976 - Audun Grønvold, sciatore alpino e sciatore freestyle norvegese († 2025)
- 1976 - Sandy Jeannin, ex hockeista su ghiaccio svizzero
- 1976 - Midori Kawana, doppiatrice e cantante giapponese
- 1976 - Kaido Külaots, scacchista estone
- 1976 - Ali Larter, attrice e modella statunitense
- 1976 - Ulrik Laursen, ex calciatore danese
- 1976 - Maamar Mamouni, ex calciatore algerino
- 1976 - José Manuel Roca, allenatore di calcio e ex calciatore spagnolo
- 1976 - Rogério Fidélis Régis, ex calciatore brasiliano
- 1976 - Manuela Tesse, allenatrice di calcio e ex calciatrice italiana
- 1976 - Anderson de Andrade, ex giocatore di calcio a 5 brasiliano
- 1977 - Salem Al Rewani, ex calciatore libico
- 1977 - Tarik El Taib, ex calciatore libico
- 1977 - Jason Aldean, cantautore statunitense
- 1977 - Miro Alilović, allenatore di pallacanestro sloveno
- 1977 - Lance Archer, wrestler statunitense
- 1977 - Godfrey Baniau, ex calciatore papuano
- 1977 - Gustavo Barbona, allenatore di calcio a 5 e ex giocatore di calcio a 5 argentino
- 1977 - Mirza Džomba, ex pallamanista e dirigente sportivo croato
- 1977 - Jo Sung-mo, cantante sudcoreano
- 1977 - Lee Eon-ju, ex cestista sudcoreana
- 1977 - Heykel Megannem, ex pallamanista tunisino
- 1977 - Pierre Mignoni, ex rugbista a 15 e allenatore di rugby a 15 francese
- 1977 - Richard Naylor, ex calciatore inglese
- 1977 - Walid Osman, ex calciatore libico
- 1977 - Vito Postiglione, pilota automobilistico italiano
- 1977 - Jean-François Rivière, ex calciatore francese
- 1977 - Janne Saarinen, ex calciatore finlandese
- 1977 - Artur Wichniarek, ex calciatore polacco
- 1978 - Geoffrey Arend, attore statunitense
- 1978 - Jeanne Cherhal, cantautrice francese
- 1978 - Du Ping, ex calciatore cinese
- 1978 - Rowen Fernández, ex calciatore sudafricano
- 1978 - Robert Heffernan, marciatore irlandese
- 1978 - Mira Luoti, cantante finlandese
- 1978 - Andrew Newell, ex atleta paralimpico australiano
- 1978 - Milan Pacanda, ex calciatore ceco
- 1978 - Gabriel Pereyra, allenatore di calcio e ex calciatore argentino
- 1978 - Benjamin Raich, ex sciatore alpino austriaco
- 1978 - Petur Reinert, arbitro di calcio faroese
- 1978 - James Safechuck, attore statunitense
- 1978 - Davy Schollen, ex calciatore belga
- 1978 - Michael Stephenson, attore, regista e sceneggiatore statunitense
- 1978 - Laura Tecce, giornalista e conduttrice televisiva italiana
- 1978 - Jamaal Tinsley, ex cestista statunitense
- 1978 - Kevin Windham, pilota motociclistico statunitense
- 1978 - Mariano Zabaleta, ex tennista argentino
- 1979 - Leigh Aziz, ex cestista statunitense
- 1979 - Michael Bisping, ex artista marziale misto e attore britannico
- 1979 - Sébastien Bourdais, pilota automobilistico francese
- 1979 - Amat Escalante, regista e sceneggiatore messicano
- 1979 - Antonio Faccilongo, fotografo italiano
- 1979 - Alexandru Golban, ex calciatore moldavo
- 1979 - Ivo Karlović, ex tennista croato
- 1979 - Sander van Doorn, disc jockey e produttore discografico olandese
- 1979 - Andrij Nesmačnyj, ex calciatore ucraino
- 1979 - Primož Peterka, ex saltatore con gli sci sloveno
- 1979 - Marc Salyers, ex cestista e allenatore di pallacanestro statunitense
- 1979 - Aleksej Savrasenko, ex cestista e dirigente sportivo russo
- 1979 - Remco van der Schaaf, allenatore di calcio e ex calciatore olandese
- 1979 - Stefan Wessels, ex calciatore tedesco
- 1980 - Francimar Barroso, artista marziale misto brasiliano
- 1980 - Pascal Bosschaart, allenatore di calcio e ex calciatore olandese
- 1980 - Lucian Bute, pugile romeno
- 1980 - Bada, cantante e attrice sudcoreana
- 1980 - Piotr Giza, allenatore di calcio e ex calciatore polacco
- 1980 - Denise Gough, attrice irlandese
- 1980 - Charles Halford, attore statunitense
- 1980 - Geōrgios Kyriazīs, allenatore di calcio e ex calciatore greco
- 1980 - Leonardo Patrignani, scrittore, cantante e musicista italiano
- 1980 - Sigurd Pettersen, ex saltatore con gli sci norvegese
- 1980 - Christian Poulsen, allenatore di calcio e ex calciatore danese
- 1980 - Omar Pouso, ex calciatore uruguaiano
- 1980 - Tayshaun Prince, ex cestista statunitense
- 1980 - Asier Santamaría, pilota di rally spagnolo
- 1981 - Mark Brown, ex calciatore scozzese
- 1981 - Angelo Cervellera, ex arbitro di calcio italiano
- 1981 - Julija Chakimova, schermitrice russa
- 1981 - Henda Chebli, ex cestista tunisina
- 1981 - Abdoulaye Djire, ex calciatore ivoriano
- 1981 - Paolo Gaudio, regista, animatore e sceneggiatore italiano
- 1981 - Jordi López, ex calciatore spagnolo
- 1981 - Nicolas Puydebois, ex calciatore francese
- 1981 - Florent Serra, ex tennista francese
- 1981 - Roberto Trashorras, allenatore di calcio e ex calciatore spagnolo
- 1982 - Jonathan Aspas, ex calciatore spagnolo
- 1982 - Verena Bentele, biatleta e fondista tedesca
- 1982 - Ignacio Don, ex calciatore paraguaiano
- 1982 - Dean Fleischer Camp, regista, sceneggiatore e produttore cinematografico statunitense
- 1982 - Martín Galmarini, ex calciatore argentino
- 1982 - Shashank Khaitan, regista, sceneggiatore e produttore cinematografico indiano
- 1982 - Alberto Losada, ex ciclista su strada spagnolo
- 1982 - Guy Lusadisu, allenatore di calcio e ex calciatore della Repubblica Democratica del Congo
- 1982 - Elena Slesarenko, altista russa
- 1982 - Axel Stein, attore tedesco
- 1982 - Natal'ja Vodjanova, supermodella, attrice e filantropa russa
- 1982 - Rachel Yang, astista singaporiana
- 1983 - Briony Cole, tuffatrice australiana
- 1983 - Srećko Horvat, attivista e filosofo croato
- 1983 - Dejan Hristov, calciatore bulgaro
- 1983 - James Kwambai, maratoneta keniota
- 1983 - Ice La Fox, ex attrice pornografica statunitense
- 1983 - Vasyl' Maljuk, generale e agente segreto ucraino
- 1983 - Sara Nordenstam, ex nuotatrice norvegese
- 1983 - Ferran Pol, ex calciatore andorrano
- 1983 - Adam Shaban, ex calciatore keniota
- 1983 - Tea Törmänen, ex giocatrice di football americano e politica finlandese
- 1983 - Zhong Man, schermidore cinese
- 1984 - Simone Cargnoni, fotografo e fotoreporter italiano
- 1984 - Andrea Cecconi, politico italiano
- 1984 - Agnieszka Cyl, ex biatleta polacca
- 1984 - Raúl Cámara, ex calciatore spagnolo
- 1984 - Noureen DeWulf, attrice statunitense
- 1984 - Michal Filo, calciatore slovacco
- 1984 - Josep Maria Guzmán, ex cestista spagnolo
- 1984 - Tyler Hildebrand, ex pallavolista e allenatore di pallavolo statunitense
- 1984 - Julian Jenner, ex calciatore olandese
- 1984 - Mindaugas Kalonas, ex calciatore lituano
- 1984 - Karolína Kurková, supermodella ceca
- 1984 - Christian Müller, calciatore tedesco
- 1984 - Kangana Ndiwa, ex calciatore della Repubblica Democratica del Congo
- 1984 - Jonathan Carril, ex calciatore spagnolo
- 1984 - Fredrik Stoor, ex calciatore svedese
- 1984 - Manase Tonga, giocatore di football americano statunitense
- 1984 - Ellie White, cantautrice rumena
- 1985 - Baek Ji-hoon, ex calciatore sudcoreano
- 1985 - Fabien Camus, ex calciatore francese
- 1985 - Ben Carlson, pilota motociclistico statunitense
- 1985 - Víctor Casadesús, calciatore spagnolo
- 1985 - Marco Cusin, cestista italiano
- 1985 - Diego Ribas da Cunha, ex calciatore brasiliano
- 1985 - Fefe Dobson, cantautrice canadese
- 1985 - Florent Ghisolfi, dirigente sportivo, allenatore di calcio e ex calciatore francese
- 1985 - Valeria Grignano, ex cestista italiana
- 1985 - Benjamin Igoe, schermidore statunitense
- 1985 - Jelena Janković, ex tennista serba
- 1985 - Hassan Isaac Karongo, calciatore sudanese
- 1985 - Lee Kang-seok, pattinatore di velocità su ghiaccio sudcoreano
- 1985 - Carla Lockhart, politica britannica
- 1985 - Esther Lofgren, canottiera statunitense
- 1985 - Daniela Masseroni, ex ginnasta italiana
- 1985 - Martin Petersen, arbitro di calcio tedesco
- 1985 - Slobodan Rajčević, giocatore di calcio a 5 serbo
- 1985 - Doris Schwaiger, giocatrice di beach volley austriaca
- 1985 - Charles Swini, calciatore malawiano († 2024)
- 1985 - Ali Traoré, ex cestista ivoriano
- 1985 - Rok Urbanc, ex saltatore con gli sci sloveno
- 1985 - Jannika B, cantante finlandese
- 1986 - Ian Borg, politico maltese
- 1986 - Melanie Chandra, attrice statunitense
- 1986 - Andrea De Rosa, attore e drammaturgo italiano
- 1986 - Claire Feuerstein, ex tennista francese
- 1986 - Jajá, ex calciatore brasiliano
- 1986 - Kim Martin, hockeista su ghiaccio svedese
- 1986 - Guy N'dy Assembé, ex calciatore camerunese
- 1986 - Ni Hong, schermitrice cinese
- 1986 - Thomas Nyrienda, calciatore zambiano
- 1986 - Harrison Otálvaro, ex calciatore colombiano
- 1986 - Olivia Palermo, attrice e modella statunitense
- 1986 - Grenddy Perozo, ex calciatore venezuelano
- 1986 - Yūko Sanpei, attrice e doppiatrice giapponese
- 1986 - Travis Stevens, judoka statunitense
- 1986 - Īlias Vattīs, ex calciatore cipriota
- 1987 - Tariku Bekele, mezzofondista etiope
- 1987 - Antonio Candreva, ex calciatore italiano
- 1987 - Axel Clerget, judoka francese
- 1987 - Édouard Collin, attore francese
- 1987 - Sebastian Dahm, hockeista su ghiaccio danese
- 1987 - Gizzie Dorbor, calciatore liberiano
- 1987 - Kerrea Gilbert, ex calciatore inglese
- 1987 - Michelle Horn, attrice statunitense
- 1987 - Faith Ikidi, calciatrice nigeriana
- 1987 - Micachu, cantautrice e compositrice britannica
- 1987 - Josh McRoberts, ex cestista statunitense
- 1987 - Armin Niederer, ex sciatore freestyle svizzero
- 1987 - Mirna Ortíz, marciatrice guatemalteca
- 1987 - Brooks Reed, giocatore di football americano statunitense
- 1987 - Stephanie Sigman, attrice messicana
- 1987 - Sabrina Vega, scacchista spagnola
- 1987 - Tim Ward, ex calciatore statunitense
- 1988 - Aroldis Chapman, giocatore di baseball cubano
- 1988 - João Diogo, ex calciatore portoghese
- 1988 - Jonas Elmer, ex calciatore svizzero
- 1988 - Niklas Espegren, calciatore norvegese
- 1988 - Anna Hofer, ex sciatrice alpina italiana
- 1988 - Markéta Irglová, musicista, cantante e attrice ceca
- 1988 - Evgenij Kabaev, calciatore russo
- 1988 - Lance Laing, ex calciatore giamaicano
- 1988 - Jessica McDonald, ex calciatrice statunitense
- 1988 - Elisa Silva, ex cestista italiana
- 1988 - Gerardo Vonder Putten, ex calciatore uruguaiano
- 1989 - Fábio Aguiar da Silva, calciatore brasiliano
- 1989 - Sofian Akouili, calciatore marocchino
- 1989 - Sanaa Atabrour, taekwondoka marocchina
- 1989 - Ramiro Bentancur, ex calciatore uruguaiano
- 1989 - Mohamed Chikoto, calciatore nigerino
- 1989 - Carlos Dunlap, giocatore di football americano statunitense
- 1989 - Alberto Escassi, calciatore spagnolo
- 1989 - Rodolfo González Aránguiz, calciatore cileno
- 1989 - Børge Henriksen, giocatore di calcio a 5 e calciatore norvegese
- 1989 - Charles Jenkins, ex cestista statunitense
- 1989 - Zhang Liyin, cantante cinese
- 1989 - Dean Mason, calciatore montserratiano
- 1989 - Aaron Moten, attore statunitense
- 1989 - Besar Musolli, calciatore kosovaro
- 1989 - Lars Øvernes, calciatore norvegese
- 1989 - Jason Pierre-Paul, giocatore di football americano statunitense
- 1989 - Gabriel Rybar Blos, ex calciatore brasiliano
- 1989 - Angelababy, attrice e modella cinese
- 1990 - Ryan Allen, giocatore di football americano statunitense
- 1990 - Ryan Allen, attore canadese
- 1990 - Ibrahim Amada, calciatore malgascio
- 1990 - Naomi Broady, tennista britannica
- 1990 - Gabriele Cicchinelli, rugbista a 15 italiano
- 1990 - Philipp Eng, pilota automobilistico austriaco
- 1990 - Steve Grand, cantante statunitense
- 1990 - Vladimir Ivlev, cestista russo
- 1990 - Jason de Jong, ex calciatore olandese
- 1990 - Georgina Leonidas, attrice britannica
- 1990 - Kristen McCarthy, ex cestista statunitense
- 1990 - Anna Muzyčuk, scacchista ucraina
- 1990 - Daniel Pérez Otero, cestista spagnolo
- 1990 - Leandro Profico, hockeista su ghiaccio svizzero
- 1990 - Sebastian Rudy, ex calciatore tedesco
- 1990 - Naama Shafir, ex cestista israeliana
- 1990 - Brek Shea, ex calciatore statunitense
- 1990 - Jabulani Shongwe, calciatore sudafricano
- 1990 - Yannick Vero, calciatore francese
- 1990 - Felix Wimberger, canottiere tedesco
- 1991 - Romaissa Belabiod, lunghista algerina
- 1991 - Sarah Bolger, attrice irlandese
- 1991 - Devin Booker, cestista statunitense
- 1991 - Stefano Cincotta, ex calciatore guatemalteco
- 1991 - Maxie Esho, cestista statunitense
- 1991 - Khalid bin Mohsen Shaari, saudita
- 1991 - Kevin King, tennista statunitense
- 1991 - Erick Rizo, calciatore cubano
- 1991 - Dine Suzette, calciatore seychellese
- 1991 - Medea Verde, pallanuotista e ex nuotatrice italiana
- 1991 - Ronalds Ķēniņš, hockeista su ghiaccio lettone
- 1992 - Vjačeslav Barkov, combinatista nordico russo
- 1992 - Cristian Brolli, calciatore sammarinese
- 1992 - Ted Bullo, ex hockeista su ghiaccio svizzero
- 1992 - Yasmin Bunter, calciatrice inglese
- 1992 - Abraham Coronado, ex calciatore messicano
- 1992 - Johan Gustafsson, hockeista su ghiaccio svedese
- 1992 - Vitālijs Jagodinskis, calciatore lettone
- 1992 - Antonio Jakoliš, calciatore croato
- 1992 - Mykola Kučmij, lottatore ucraino
- 1992 - Rudy Mancuso, attore, youtuber e cantante statunitense
- 1992 - Maxcel Amo Manu, atleta paralimpico italiano
- 1992 - Mattia Montini, calciatore italiano
- 1992 - Charles Morren, calciatore belga
- 1992 - Anika Niederwieser, pallamanista italiana
- 1992 - Pietro Perina, calciatore italiano
- 1992 - Antwan Scott, cestista statunitense
- 1992 - Daniele Sette, sciatore alpino svizzero
- 1992 - Rasmus Sjöstedt, calciatore svedese
- 1992 - Radosav Spasojević, cestista montenegrino
- 1992 - Ivan Telegin, hockeista su ghiaccio russo
- 1992 - Tyler Ott, giocatore di football americano statunitense
- 1992 - Lucie Voňková, ex calciatrice ceca
- 1993 - Saeed Al-Mowalad, calciatore saudita
- 1993 - Éder Álvarez Balanta, calciatore colombiano
- 1993 - Boef, rapper francese
- 1993 - Jérémy Guarnoni, pilota motociclistico francese
- 1993 - Silvio Gutiérrez, ex calciatore ecuadoriano
- 1993 - Christian Günter, calciatore tedesco
- 1993 - Andre Hoffmann, calciatore tedesco
- 1993 - Strahinja Jovančević, lunghista serbo
- 1993 - Kai Kobayashi, marciatore giapponese
- 1993 - Victoria Ohuruogu, velocista britannica
- 1993 - Otar Pkhak'adze, cestista georgiano
- 1993 - Aymen Souda, calciatore francese
- 1993 - Soslan Takazov, calciatore russo
- 1993 - Marquis Teague, cestista statunitense
- 1993 - Emmelie de Forest, cantante danese
- 1994 - Adem Boudjemline, lottatore algerino
- 1994 - Alex Caruso, cestista statunitense
- 1994 - Ghailene Chaalali, calciatore tunisino
- 1994 - Fedrick Dacres, discobolo giamaicano
- 1994 - Jari Huttunen, pilota di rally finlandese
- 1994 - Jake Bugg, cantante, chitarrista e cantautore inglese
- 1994 - Arkadiusz Milik, calciatore polacco
- 1994 - Adil Nabi, calciatore inglese
- 1994 - CJ Okpalobi, giocatore di football americano statunitense
- 1994 - Jenna Potts, pallavolista statunitense
- 1994 - Juan Gabriel Rodríguez, calciatore argentino
- 1994 - Manel Royo, calciatore spagnolo
- 1994 - Dalvin Tomlinson, giocatore di football americano statunitense
- 1995 - Randy Arozarena, giocatore di baseball cubano
- 1995 - Madisen Beaty, attrice statunitense
- 1995 - Mollie Campbell, ex cestista britannica
- 1995 - Lauren Carlini, pallavolista statunitense
- 1995 - Dilan Çiçek Deniz, attrice e modella turca
- 1995 - Matteo Donati, allenatore di tennis e ex tennista italiano
- 1995 - Thomas Grün, cestista lussemburghese
- 1995 - Jon Guridi, calciatore spagnolo
- 1995 - Uche Ikpeazu, calciatore ugandese
- 1995 - Piotr Johansson, calciatore svedese
- 1995 - Liu Yiming, calciatore cinese
- 1995 - Kyumbe Munguti, mezzofondista keniota
- 1995 - Javier Muñoz, calciatore spagnolo
- 1995 - Matias Ojala, calciatore finlandese
- 1995 - Nicole Regnier, calciatrice colombiana
- 1995 - Christian Sengfelder, cestista tedesco
- 1995 - Quinn Shephard, attrice, regista e sceneggiatrice statunitense
- 1995 - Veeze, rapper statunitense
- 1995 - Stefan Vico, calciatore montenegrino
- 1996 - Stanley Amuzie, ex calciatore nigeriano
- 1996 - Danilo Barbosa da Silva, calciatore brasiliano
- 1996 - Marcos Bolados, calciatore cileno
- 1996 - Lucas Boyé, calciatore argentino
- 1996 - Sholto Carnegie, canottiere britannico
- 1996 - Facundo Alfredo Castro, calciatore argentino
- 1996 - Marrit Jasper, pallavolista olandese
- 1996 - Besart Krivanjeva, calciatore macedone
- 1996 - Alexandra Manly, pistard e ciclista su strada australiana
- 1996 - Federico Martínez, calciatore uruguaiano
- 1996 - Leungo Scotch, velocista botswano
- 1996 - Mateusz Sochowicz, slittinista polacco
- 1996 - Horacio Tijanovich, calciatore argentino
- 1996 - Bjørn Inge Utvik, calciatore norvegese
- 1996 - Gonzalo Valle, calciatore ecuadoriano
- 1996 - Karsten Warholm, ostacolista, velocista e multiplista norvegese
- 1996 - Axel Werner, calciatore argentino
- 1996 - Matheus Índio, calciatore brasiliano
- 1997 - Kathleen Baker, nuotatrice statunitense
- 1997 - Gerrit Brandt, giocatore di football americano tedesco
- 1997 - Mustapha Bundu, calciatore sierraleonese
- 1997 - Panutche Camara, calciatore guineense
- 1997 - Mady Camara, calciatore guineano
- 1997 - David DiLeo, cestista statunitense
- 1997 - Laros Duarte, calciatore olandese
- 1997 - Bùi Tiến Dũng, calciatore vietnamita
- 1997 - Andrea Falcón, calciatrice spagnola
- 1997 - David Gallardo, calciatore argentino
- 1997 - Justen Glad, calciatore statunitense
- 1997 - Iván Gómez, calciatore argentino
- 1997 - Chris Lindstrom, giocatore di football americano statunitense
- 1997 - Katsuhiro Matsumoto, nuotatore giapponese
- 1997 - Jordan Murphy, cestista statunitense
- 1997 - Michael Storer, ciclista su strada australiano
- 1997 - Yayesh Gate Tesfaw, atleta paralimpica etiope
- 1997 - Virginia Thrasher, tiratrice a segno statunitense
- 1998 - Spencer Brown, giocatore di football americano statunitense
- 1998 - Belmont Cameli, attore e modello statunitense
- 1998 - Barthélémy Chinenyeze, pallavolista francese
- 1998 - Hebert Conceição, pugile brasiliano
- 1998 - Eduardo Darias, calciatore uruguaiano
- 1998 - Edmilsa Governo, atleta paralimpica mozambicana
- 1998 - Jenna Gray, pallavolista statunitense
- 1998 - Teun Koopmeiners, calciatore olandese
- 1998 - Ryan Leak, calciatore gallese
- 1998 - Yagoub Mustafa, calciatore sudsudanese
- 1998 - Brian Orosco, calciatore argentino
- 1998 - Cassius Winston, cestista statunitense
- 1999 - Nedim Bajrami, calciatore albanese
- 1999 - Gary Brightwell, giocatore di football americano statunitense
- 1999 - Eric Cantú, calciatore messicano
- 1999 - Hannes Delcroix, calciatore haitiano
- 1999 - Luka Dončić, cestista sloveno
- 1999 - Nathan Fasika, calciatore congolese (Repubblica Democratica del Congo)
- 1999 - Patricio Gregorio, calciatore uruguaiano
- 1999 - Buket Gülübay, pallavolista turca
- 1999 - Kayne Henry, cestista inglese
- 1999 - Odin Bailey, calciatore inglese
- 1999 - Anton Sokolov, giocatore di calcio a 5 russo
- 2000 - Jonathan Daviss, attore statunitense
- 2000 - Sory Ibrahim Diarra, calciatore maliano
- 2000 - Marcus Gomis, cestista francese
- 2000 - Igor Jeličić, calciatore serbo
- 2000 - Marco Kadlec, calciatore austriaco
- 2000 - Moise Kean, calciatore italiano
- 2000 - Hunter Luepke, giocatore di football americano statunitense
- 2000 - Paula del Río, attrice e modella spagnola
- 2000 - Josip Šutalo, calciatore croato

## XXI secolo(33)
- 2001 - Berihu Aregawi, mezzofondista etiope
- 2001 - Bryce Duke, calciatore statunitense
- 2001 - Fernando Díaz, calciatore paraguaiano
- 2001 - Jorge Herrando, calciatore spagnolo
- 2001 - Xavi Lock, attore spagnolo
- 2001 - Kaique Rocha, calciatore brasiliano
- 2001 - Kōnstantinos Thymianīs, calciatore greco
- 2001 - Tomáš Vlček, calciatore ceco
- 2002 - Marla Fernanda Arellano, nuotatrice artistica messicana
- 2002 - Adel Belkacem Bouzida, calciatore algerino
- 2002 - Nigist Getachew, mezzofondista etiope
- 2002 - Matías González, calciatore argentino
- 2002 - Tre Harris, giocatore di football americano statunitense
- 2002 - Blake Jones, cestista australiano
- 2002 - Ivan Kuljak, ginnasta russo
- 2002 - Marin Ljubičić, calciatore croato
- 2002 - Dylan Nandín, calciatore uruguaiano
- 2003 - Joe Alt, giocatore di football americano statunitense
- 2003 - Evertton Araújo, calciatore brasiliano
- 2003 - Luk'a Gagnidze, calciatore georgiano
- 2003 - Sofia Giustini, pallanuotista italiana
- 2003 - David Jaunegg, calciatore austriaco
- 2003 - Joelson Fernandes, calciatore guineense
- 2003 - Tarik Muharemović, calciatore bosniaco
- 2003 - César Olmedo, calciatore paraguaiano
- 2003 - Bryant Ortega, calciatore venezuelano
- 2003 - Jesper Tolinsson, calciatore svedese
- 2003 - Cian Uijtdebroeks, ciclista su strada belga
- 2005 - Veronica Mandriota, ginnasta italiana
- 2005 - Luis Moreno, calciatore ecuadoriano
- 2005 - Vitor Roque, calciatore brasiliano
- 2006 - Esquerdinha, calciatore brasiliano
- 2007 - Lalla Khadija, principessa marocchina